# Logan Whitehurst

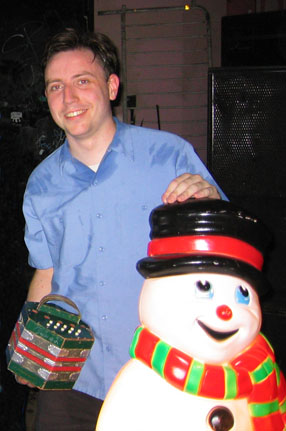
Logan Whitehurst (2003)

Logan Whitehurst (* 15. November 1977; † 3. Dezember 2006) war ein US-amerikanischer Schlagzeuger und Sänger der Gruppe Little Tin Frog von 1995 bis 2000. Er spielte Keyboards für die Gruppe Headboard und war in den Jahren 1996 und 1997 live auf der Bühne zu sehen. Im Jahre 2000 war er ein Gründungsmitglied der Gruppe The Velvet Teen, wo er einem weiteren Publikum bekannt wurde. 
Er musste die Gruppe wegen eines Gehirntumors verlassen, an dem er auch verstarb.

## Solo-Alben
- Outsmartin' the Popos (1997)
- I Would Be A Biggest Octopus (1998)
- How Does An Electrostatic Motor Work? (1999)
- Denture/Doorknob (1999)
- Earth Is Big (2000)
- Mini Album Of Luv (2003)
- Goodbye, My 4-Track (2003)
- The Very Tiny Songs Project (2006)

## Andere Bands
- Warning: Do Not Open This Box (Little Tin Frog, 1996, drums)
- This Is It! Proof... (Little Tin Frog, 1996, drums)
- The Pain and Pleasure Machine (Little Tin Frog, 1997, drums)
- Brilliant Ideas (Little Tin Frog, 1998, drums, vocals)
- Enetophobia (Little Tin Frog, 1999, drums, vocals)
- Special Little Devil (The Secret Band, 1999, drums, keyboards, concertina, vocals)
- Comasynthesis/The Great Beast February (The Velvet Teen, 2000, drums, vocals)
- Immortality (The Velvet Teen, 2001, drums, vocals)
- Out of the Fierce Parade (The Velvet Teen, 2002, drums, piano, vocals)
- Elysium (The Velvet Teen, 2004, drums, piano, vocals)